# D'Allemagne (chanson)
Singles de Patricia Kaas
Mademoiselle chante le blues
(1987) Mon mec à moi
(1988)
D'Allemagne est une chanson interprétée par Patricia Kaas.
Chanson sortie en 1988, les paroles, écrites par Didier Barbelivien et François Bernheim, évoquent l'enfance et la double origine franco-germanique de la chanteuse.

## Classements
| Classement (1988) | Meilleure position |
| ----------------- | ------------------ |
| France (SNEP)     | 11                 |